# Симона Коссак
Симона Габріела Коссак (пол. Simona Gabriela Kossak; 30 травня 1943, Краків — 15 березня 2007, Білосток) — польська вчена-біолог, еколог, професор лісових наук, популяризаторка науки. Відома своєю діяльністю зі збереження природних екосистем у Польщі. Працюючи в науці, вона займалася, серед іншого, поведінковою екологією ссавців. Вона називала себе «зоопсихологом».

## Біографія
Народилася 1943 року в Кракові .
Закінчивши середню школу, вона подала документи на акторський факультет Державної вищої театральної школи в Кракові, але на практичному іспиті не пройшла. Тому вона складала іспити на факультеті польської філології Ягеллонського університету. У 1962 році вона почала працювати в Національному інституті тваринництва в Баліце, спочатку телефоністом, а згодом старшим техніком аналітичних та статистичних машин (вводила статистичні дані в машини) .
У 1963 році Симона успішно склала іспит з біології і, покинувши Інститут тваринництва, розпочала навчання на факультеті біології та наук про Землю Ягеллонського університету . Найбільше її цікавили лекції з зоопсихології, які проводив професор Роман Войтусяк, який був керівником її дипломної роботи . Під час літніх канікул Симона подорожувала з іншими студентами в Бещадах та Татрах, та брала участь у таборах для верхової їзди .
У 1980 році Наукова рада Інституту лісу присвоїла їй ступінь доктора лісових наук, у 1991 році вона — хабілітований доктор лісових наук; у 2000 р. отримала вчене звання професора лісових наук.
Працювала в Науково-дослідному інституті ссавців Польської академії наук у Біловежі та в Інституті досліджень лісів при Департаменті природних лісів, де обіймала посаду керівника з січня 2003 року.
Вона також була одним із засновників унікального у світі відлякувача UOZ-1 — пристрою, що відлякує диких тварин під час проїзду потяга .
Симона була відома своїми безкомпромісними поглядами та діями щодо охорони природи, особливо в Біловезькому лісі, де вона прожила у старовинному будиночку лісника «Дзедзінка» понад 30 років. Звідси вона щодня їздила на роботу в Біловежу (спочатку на мопеді, потім на невеликому «Фіаті»), а чоловік займався фотографією і сільським господарством. Разом вони виховували тварин: починаючи з бджіл, закінчуючи лосями. Незабаром в ілюстрованих журналах, а потім і в альбомах авторства Леха Вільчека, почали з'являтися фотографії Симони, оточеної тваринами: соколом, круком Корасеком, величезною ручною кабанихою Жабкою, лосями Колою і Пепсі, риссю Агаткою.
Вона була членом Американського теріологічного товариства, Польського товариства екологів і вченої ради Інституту дослідження лісу (з 1991 р). У 1992—1995 роках була співробітником секретаріату програми «Людина і біосфера» (MaB) Міжнародної біологічної програми ЮНЕСКО, популяризувала інформацію про Біловезьку пущу. У 1995 році на кошти MaB вона створила і відкрила для туристів освітній маршрут по Біловезькій пущі — «Місце сили».
У 1999 році Коссак стала головним редактором видавництв Інституту досліджень лісу. Крім того, вона була головним редактором журналів «Роботи Інституту досліджень лісу» і «Лісові дослідні роботи». У 2005 році стала головним редактором щоквартального видання «Національні парки і заповідники». З 2002 року вела заняття з екології та екофілософії на факультеті управління навколишнім середовищем Білостоцького технічного університету.
На знак визнання її заслуг у галузі науки та популяризації охорони природи, у 2000 році Симона була нагороджена Золотим Хрестом За заслуги.
З 2001 року була автором щоденної програми Що це скрипить у траві на Радіо Білосток та інших регіональних відділеннях Польського радіо. Навіть перебуваючи в лікарні, записувала епізоди свого щоденного ефіру.
Померла Симона Коссак 15 березня 2007 року в лікарні у Білостоці внаслідок важкої хвороби — раку. Заупокійна меса відбулася 22 березня у парафіяльній церкві у Порите. Похована на місцевому парафіяльному кладовищі.

## Особисте життя
Походила з відомої творчої родини, що належала до давнього галицького роду Коссаків гербу Кос. Вона була дочкою Єжи Коссака, сестрою Глорії Коссак, внучкою Войцеха Коссака та правнучкою Юліуша Коссака — відомих польських художників, онукою письменниці Зофії Коссак-Щуцької, племінницею письменниці Магдалини Самозванець та поетеси Марії Павліковської-Ясножевської. Її чоловіком був фотограф Лех Вільчек .

## Вшанування
- У 1997 році Симона Коссак отримала золотий орден «За заслуги для охорони навколишнього середовища і водних ресурсів», в 2000 — Золотий Хрест Заслуги, а в 2003 — медаль ім. Віктора Годлевського.
- Радіо Гданськ за популяризацію наукових знань на радіо присудило їй нагороду "Радіо Особистість 2003 року".
- У червні 2007 року Рада Хайнувського повіту ухвалила рішення про створення Стипендіального фонду імені професора Симони Коссак
- У 2008 році Міська рада Білостока назвав одну з вулиць міста ім'ям Симони Коссак.
- У 2006 році її ім'ям було названо дуб, який росте в Біловезькій пущі — «Дуб професора Симони Коссак».

## Публікації
Творча діяльність професора Коссак включає кілька сотень наукових досліджень, неопубліковану наукову документацію, науково-популярні статті та фільми про природу, а також книги:
- Opowiadania o ziołach i zwierzętach: zgodnie z naturą swojego gatunku, Warszawa: «Alfa-Wero», 1995, ISBN 83-7001-878-5
- Wilk — zabójca zwierząt gospodarskich?, Warszawa: Agencja Reklamowo-Wydawnicza A. Grzegorczyk, 1998, ISBN 83-86902-57-4
- Saga Puszczy Białowieskiej, Warszawa: Muza, 2001, ISBN 83-7200-797-7
- O ziołach i zwierzętach, Warszawa: Marginesy, 2017, ISBN 978-83-65780-72-0; Również jako książka mówiona trwająca 8 godzin i 52 minuty, czytana przez Annę Apostolakis ISBN 978-83-65973-20-7